# Costoya
Costoya es el nombre de una variedad cultivar de manzano (Malus domestica). Esta manzana es originaria de Galicia, está cultivada en la colección de árboles frutales y banco de germoplasma de Mabegondo con el Nº 290; ejemplares procedentes de esquejes localizados en San Xoán de Cerdeira, parroquia del municipio de As Neves (Pontevedra).

## Sinónimos
- "Manzana Costoya",[4][5]
- "Maceira Costoya".

## Características
El manzano de la variedad 'Costoya' tiene un vigor vigoroso. Tamaño grande y porte erguido.
Época de inicio de brotación a partir del 18 de abril y de floración a partir del 23 de mayo.
Las hojas tienen una longitud del limbo de tamaño medio, con la máxima anchura del limbo es estrecha. Longitud de las estípulas es corta y la máxima anchura de las estípulas es estrecha. Denticulación del borde del limbo es ondulado, con la forma del ápice del limbo cuspidado y la forma de la base del limbo es agudo. Con subestípulas ausentes.
Sus flores tienen una longitud de los pétalos media, con una anchura de los pétalos estrecha, disposición de los pétalos libres entre sí, con una longitud del pedúnculo corto.
La variedad de manzana 'Costoya' tiene un fruto de tamaño medio, de forma oblonga, de color verde, con chapa lavada, e intensidad pálida. Epidermis de textura suave, sin pruina en su superficie y con presencia de cera nula. Sensibilidad al "russeting" (pardeamiento áspero superficial que presentan algunas variedades) muy poco sensible. Con lenticelas de tamaño pequeño.
Los sépalos están dispuestos de forma variable, y libres en su base; su fosa calicina es profunda y de una anchura ancha. Pedúnculo de grosor grueso y de longitud medio, siendo la cavidad peduncular de una profundidad media y de anchura ancha. Con pulpa de color amarilla, cuya firmeza es firme y su textura es crocante; su jugosidad es intermedia, con sabor de acidez débil, y poco aromática.
Época de maduración y recolección a partir del 15 de octubre. 'Costoya' es una manzana que su destino es la conservación de esta variedad en el banco de germoplasma de Mabegondo como reserva genética.

## Susceptibilidades
- Oidio: no presenta
- Moteado: no presenta
- Raíces aéreas: ataque medio
- Momificado: no presenta
- Pulgón lanígero: ataque débil
- Pulgón verde: ataque medio
- Araña roja: no presenta
- Chancro del manzano: no presenta.[3]